# Cynophagie

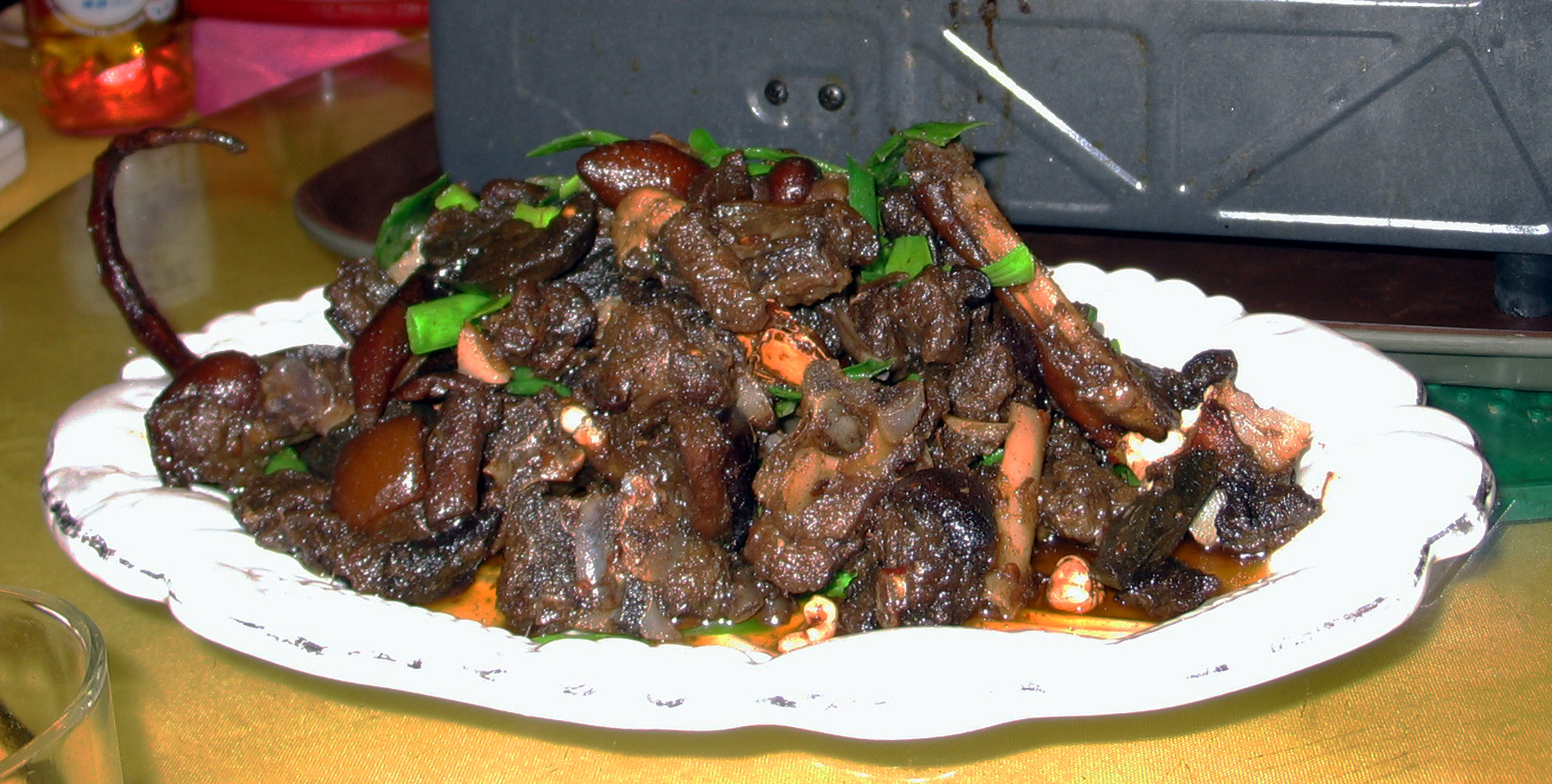
Un plat à base de viande de chien à Guilin en Chine (2005).

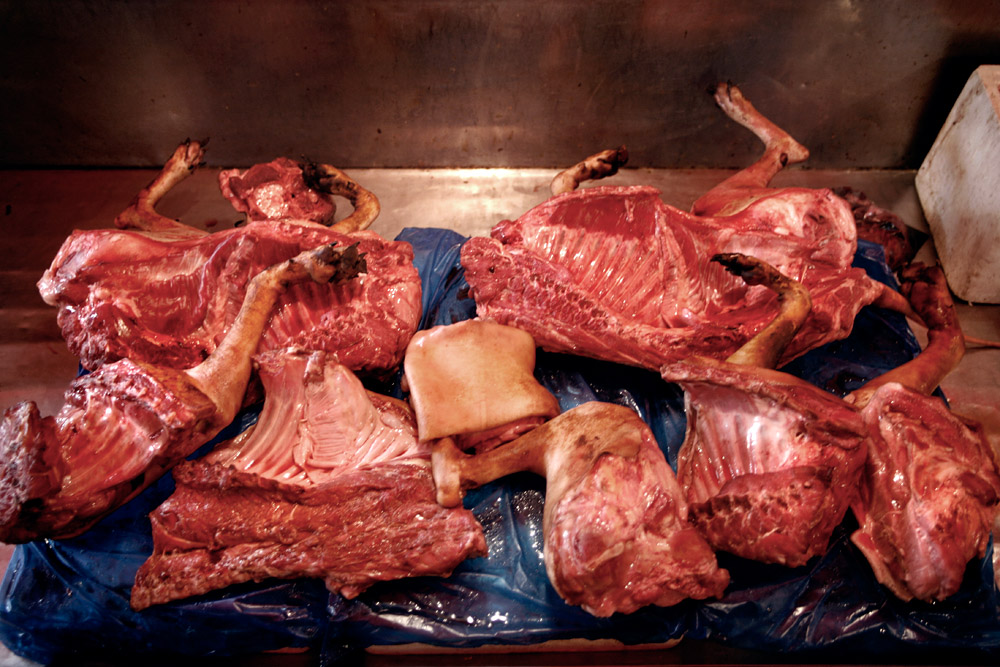
Morceaux de chien au Marché de Gyeongdong, à Séoul — ce marché ne vend plus de chien.

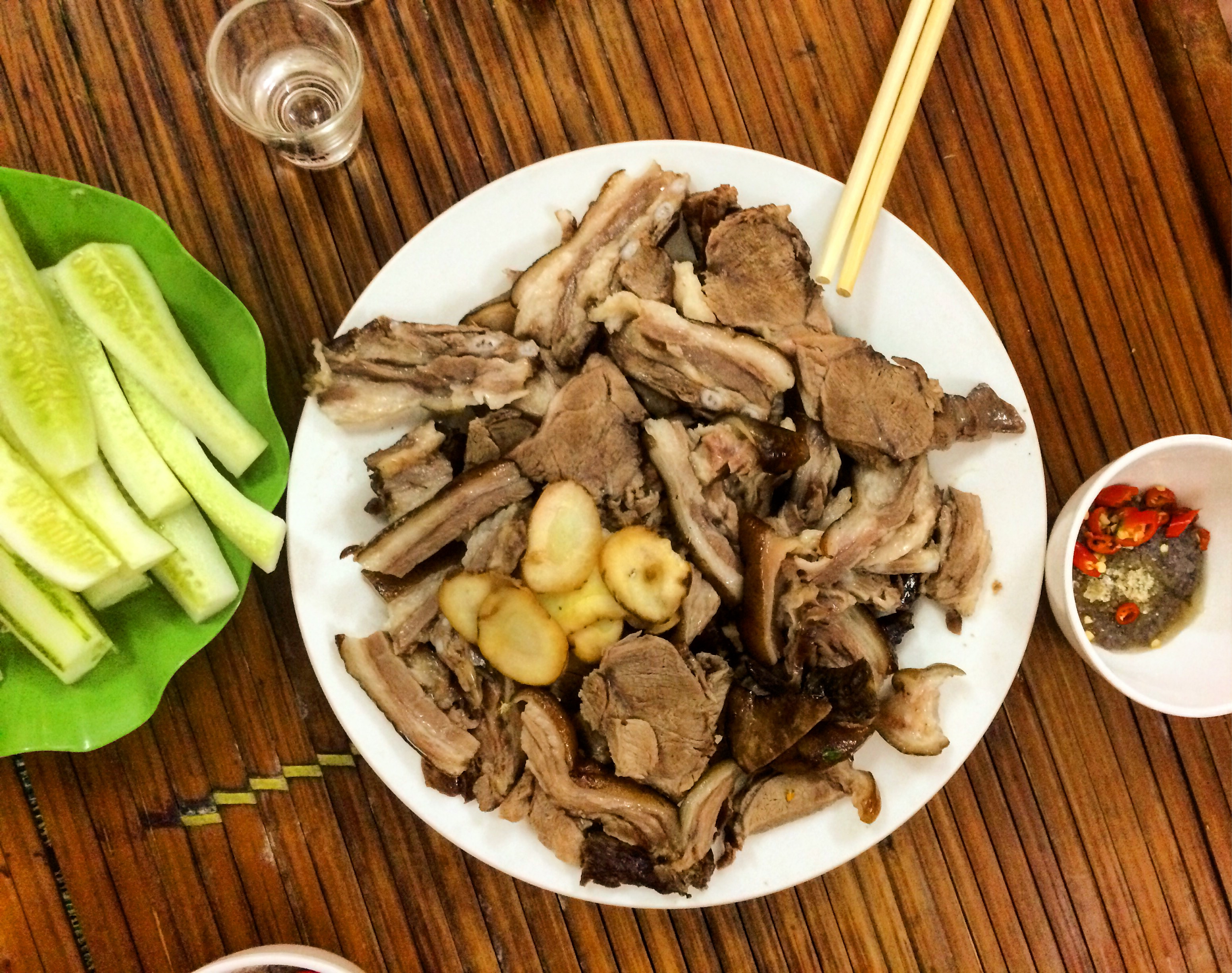
Plat à base de viande de chien à Hanoï (Viêt Nam).

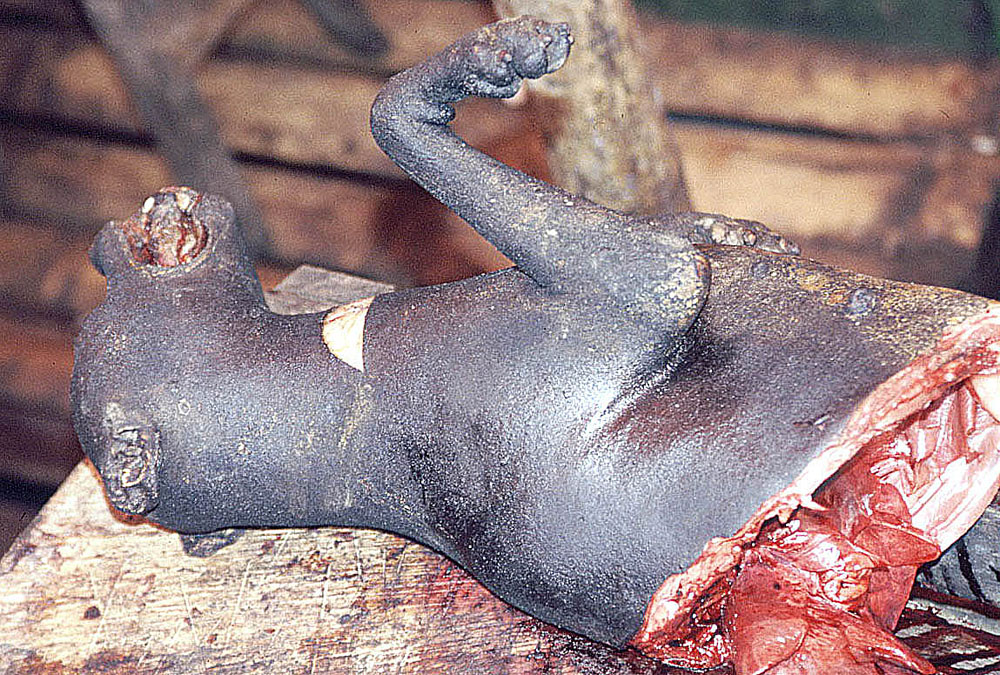
Viande de chien vendue au kilo en Indonésie.

La cynophagie est une pratique alimentaire qui consiste à consommer de la viande de chien. Cette pratique fait partie de la culture culinaire de nombreux pays, et notamment de certains pays asiatiques (Viêt Nam, Corée, Philippines migrants chinois chrétiens de Malaisie et d'Indonésie) et d'Afrique. Souvent perçue avec dégoût par les Occidentaux, en particulier dès la fin du XXe siècle, la cynophagie est parfois explicitement interdite.

## Culture et religion
Dans certaines tribus, communautés ou régions du monde, manger du chien peut être une forme de résistance culturelle aux pressions missionnaires et au prosélytisme musulman, chrétien ou bouddhiste.

## Histoire
Des traces de cynophagie différenciée ont été mises au jour pour l'époque gauloise (B. Caillat parle à ce propos d’un « interdit élastique » (certains chiens étaient mangés ou en partie mangés, et d’autres enterrés entiers).
La consommation de viande de chien semble avoir été répandue dans l'antiquité romaine, la civilisation aztèque et un peu partout sur la planète. Elle est décrite en Tunisie pour la première fois par le géographe Al-Muqaddasī, premier géographe à évoquer la cynophagie dans le Sud tunisien.
Elle semble n'avoir jamais totalement cessé en Europe ; on trouvait encore des boucheries canines en France au début du XXe siècle[réf. nécessaire]. Récemment, les grandes guerres furent autant d'occasions au cours desquelles il fallut se rabattre sur des viandes de qualité perçue comme inférieure ; pendant la guerre franco-prussienne de 1870, en particulier, les boucheries de viande de chien furent nombreuses à Paris : le marché au chien se tenait alors rue Saint-Honoré.
Comme pour d’autres animaux (bovins, porcs), le chien destiné à la consommation est fréquemment castré (pour attendrir sa viande, par exemple en Afrique, chez les Bantous (Ekoi, Banjangi, Yaunde, Bunda, Chewa et les Kuanyama Ambo ; Kroll 1928 : 192 ; Loeb s.d. : 256-257). Ces chiens sont rarement élevés dans le foyer, mais tenus à l’écart avant d'être vendus ou abattus sur place. Comme les porcs, ils sont souvent nourris avec des ordures ou des déchets ménagers, agricoles ou cynégétiques. La mise à mort est ou était parfois brutale avec par exemple une méthode consistant à « briser les pattes du chien puis le laisser geindre » (chez les tribus du Bas Congo, selon Simoons cité par  Milliet ou « le battre à mort » (chez les Bantous selon Dornan, cité par Milliet ; au Nigeria, selon Gunn, cité par Milliet).
La mise à mort du chien peut aussi être sacrificielle et alors pratiquée dans des circonstances particulières et par une personne particulière,.
Le dédain de la viande de chien et d'autres animaux domestiques (le chat par exemple) découle principalement d'une logique de proximité des animaux qui seraient divisibles en trois catégories : « sauvages », « domestiques » et « familiers ». Les chiens entrant dans cette dernière catégorie, pour certaines couches de population, sont donc frappés par un interdit, dans la cuisine occidentale. La consommation de viande de chien a, semble-t-il, toujours cours à titre privé, dans certaines régions rurales reculées de Suisse. Par contre, elle est désormais repoussée en Chine (par exemple) par les populations bourgeoises aisées élevant des chiens[réf. nécessaire].

## Géographie
Actuellement, l'élevage de chiens destinés à être mangés se fait principalement dans deux grandes zones du monde : 
- Afrique (forêt équatoriale et tropicale, et certaines zones de savane de l'Ouest et du bassin du Congo, Togo[11]) ;
- Asie (Chine, Corée du Sud, jusqu'à l'est sibérien, sud-est et sud-ouest asiatiques, dont en Assam et hors du continent « jusqu'aux îles Hawaï »).

### Afrique
Les populations montagnardes des Monts Mandara consomment régulièrement de la viande canine disponible sur les marchés. La consommation de chiens domestiques est liée à certains rites importants.
Au Burkina Faso, il existe aussi des communautés ou individus consommateurs de viande canine.
Au Togo, il est possible de consommer de la viande de chien (seulement pour les hommes).

### Amérique
Les Aztèques cuisinaient également une race de chien qu'ils engraissaient spécialement.
Aujourd'hui, au Mexique, on consomme parfois de la viande de chien dans le pozole.[réf. nécessaire]

### Asie

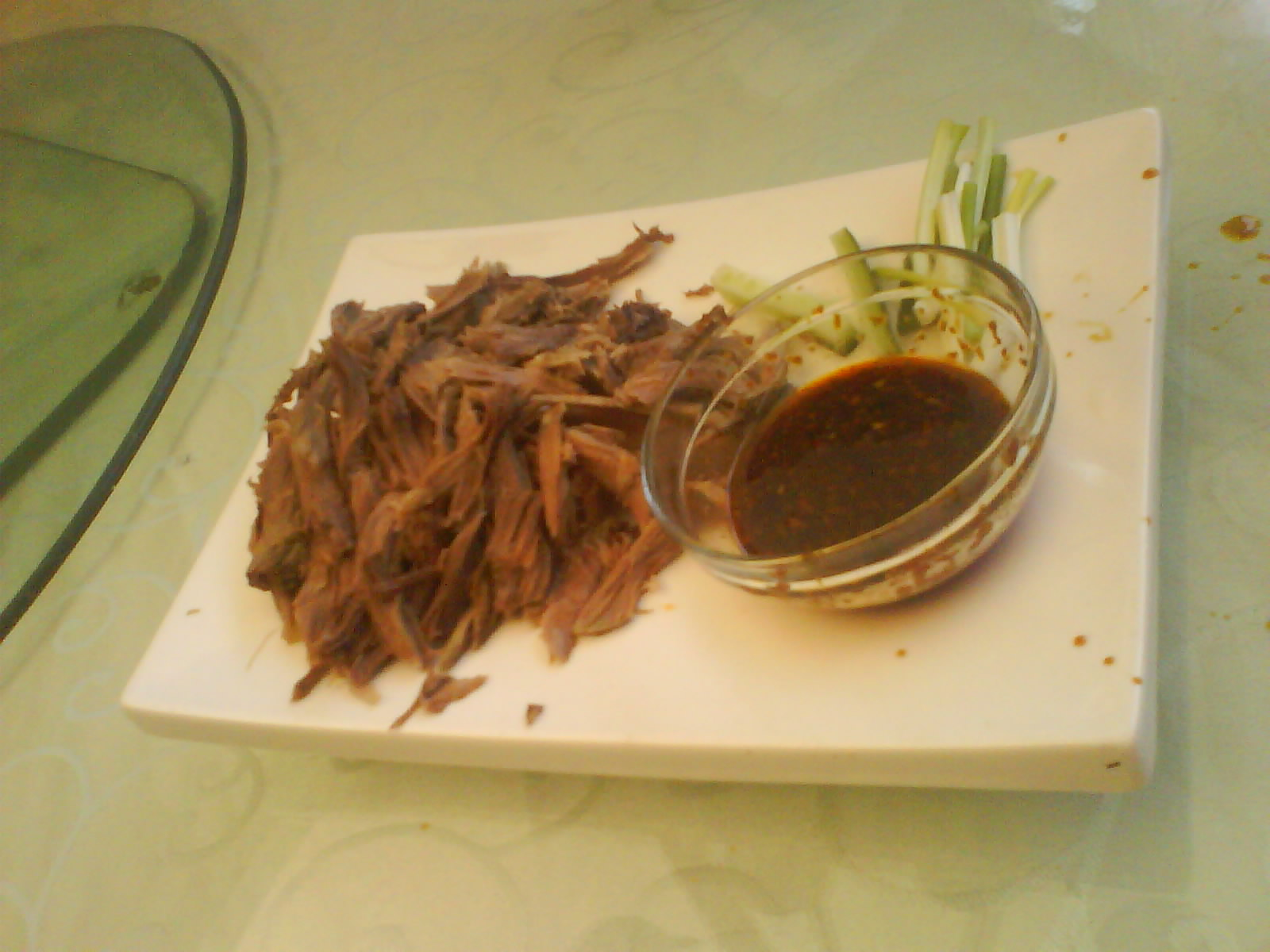
Viande de chien et sa sauce dans un restaurant à Pékin.

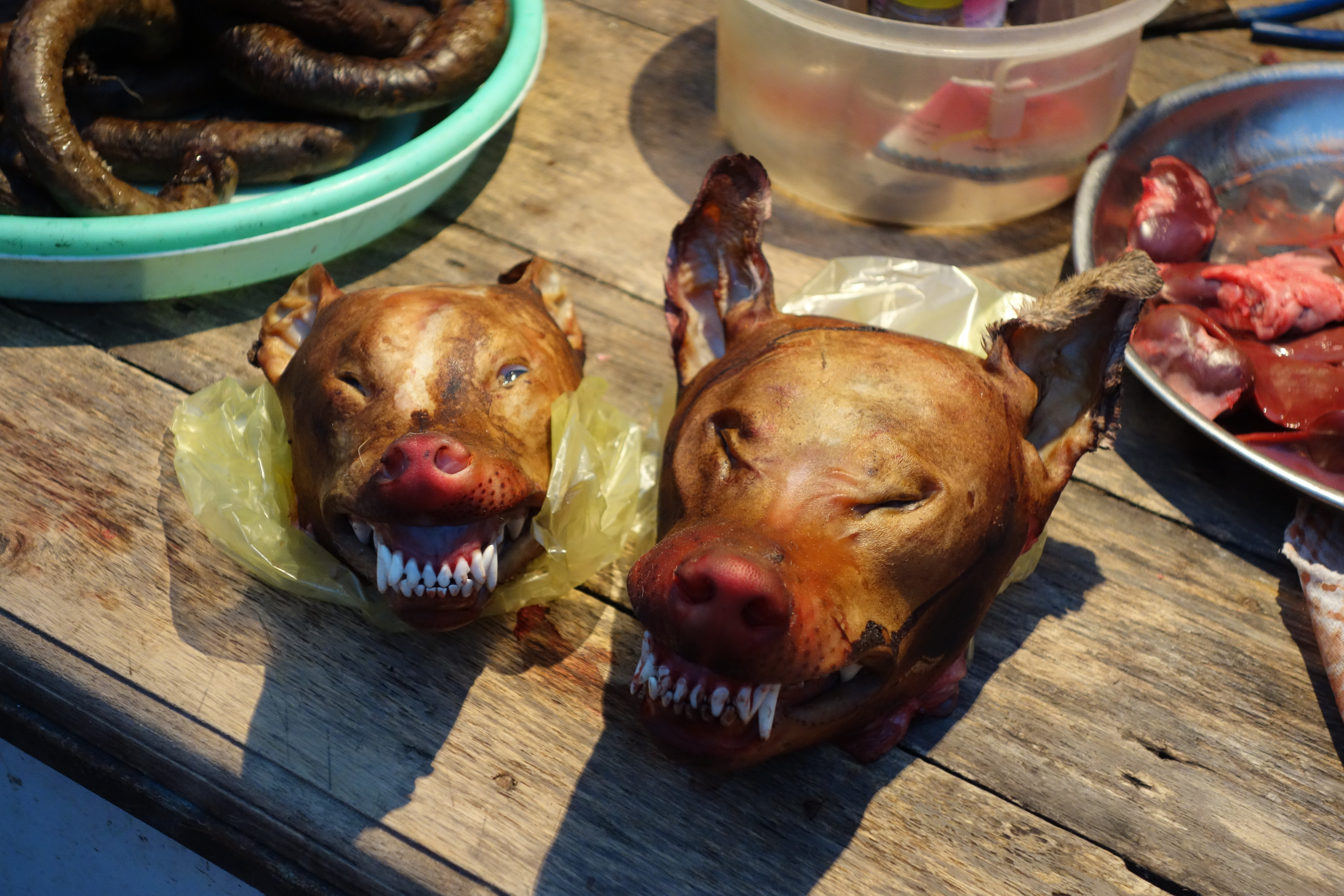
Viande de chien sur un étal de marché à Hoa Lư, au Vietnam.

Mangée au Cambodge, en Chine (République populaire de Chine), Corée, Laos, Myanmar, Philippines et Vietnam, cette viande y est considérée comme un élément important de l'alimentation car elle est riche en protéines.
Si ce n'est pas l'habitude au Cambodge de manger des chiens, les habitants du Cambodge originaires des pays voisins en mangent et l'on peut donc en trouver sur les marchés.
En Chine, la pratique est de plus en plus controversée et remise en question par les Chinois citadins. Une Fête du litchi et de la viande de chien se tient à Yulin (Est de la région autonome zhuang du Guangxi, pendant le solstice d'été, où l'on mange de la viande de chien, des litchis et l'on boit de l'alcool. Ce festival a provoqué des réactions de mécontentement de la part des associations de protection des animaux chinoises et de certains organismes soucieux de l'image de la Chine à l'étranger. Les animaux seraient issus des zones urbaines et non d'élevage. Toutefois en avril 2020, la Chine a décidé d'exclure les chiens et les chats d'une liste officielle des animaux comestibles en raison d'une opposition croissante de la population.
La minorité buyei consomme également de la viande de chien dont la fondue de chien de Huajiang[réf. nécessaire], bourg du Xian autonome buyei et miao de Guanling.
Certains types de chiens, consommés en fondue en Chine, sont considérés comme bons pour les reins, mais sont plutôt consommés par les hommes. Ils ont des vertus excitantes proches du café.
La peste porcine africaine, une épizootie qui décime les cochons, est arrivée en Chine au début du XXIe siècle, obligeant à procéder à des abattages massifs en 2018, ce qui provoque l'envol des prix de la viande de porc. Les Chinois qui en étaient les plus gros consommateurs se rabattent alors dans les campagnes sur les viandes de chien et lapin, moins onéreuses malgré les importations massives.

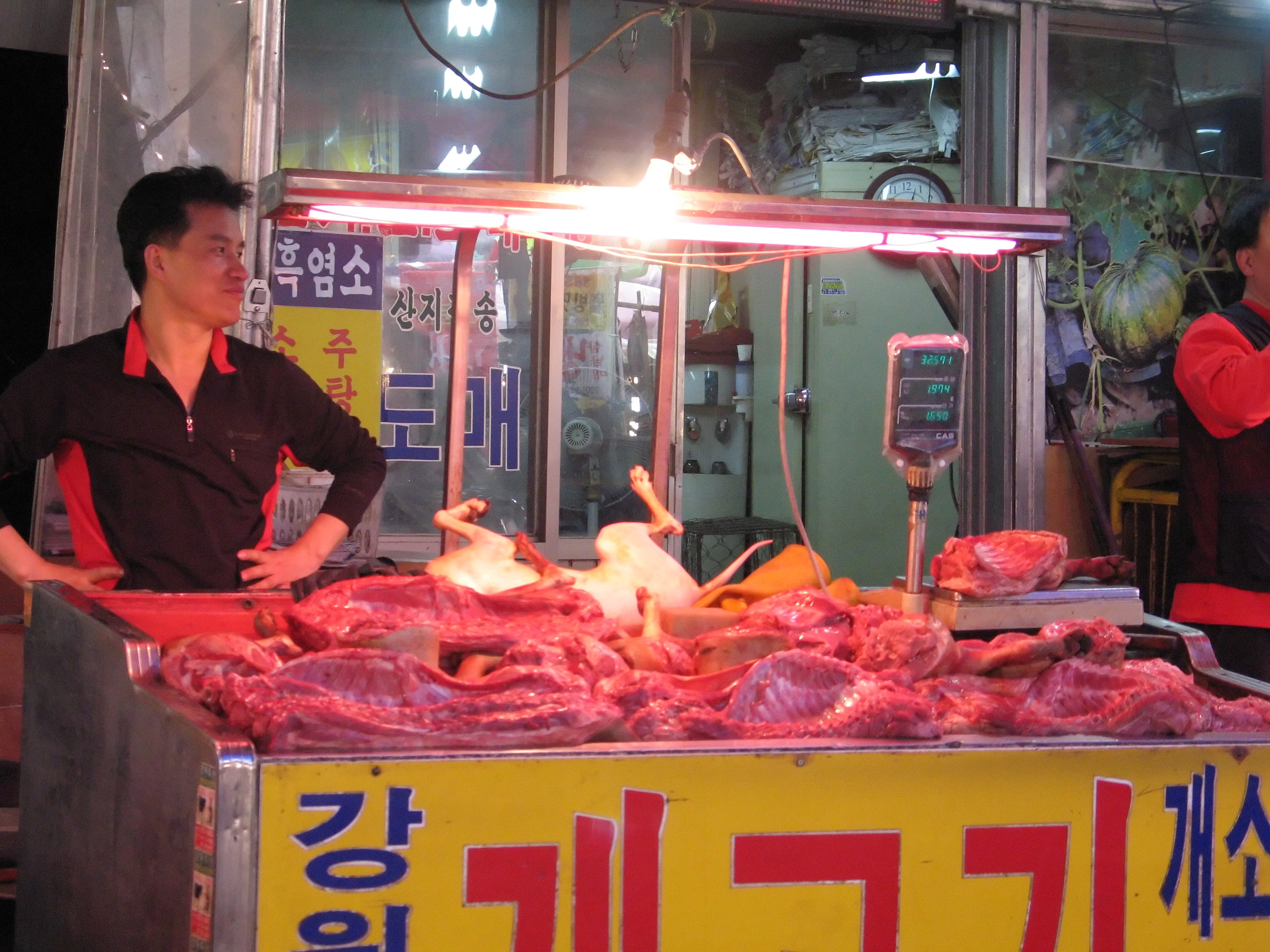
Viande de chien au marché de Gyeongdong en 2008.

La fondue au chien est un plat traditionnel coréen. En Corée du Sud notamment, la période de canicule (du latin canicula, petite chienne, période la plus chaude de l'année), est appelé « Jours du chien » (삼복/三伏/Sambok/trois saisons chaude) ou (복날/伏날/Bognal). Les 3 saisons sont : 초복(初伏/cobog, littéralement, début de saison), 중복(中伏/jungbog, littéralement, milieu de saison), 말복(末伏/malbog, littéralement, fin de saison). La vente de viande de chien y a été officiellement interdite en 1988, lors des jeux olympiques, mais elle y est toujours tolérée. Une campagne d'inspection de l'hygiène des restaurants servant de la viande de chien y est lancée en 2008. Le ragoût de chien appelé bosintang (보신탕) y est toujours apprécié. Une autre spécialité est le Gaegogi (개고기), fondue au chien. Il est également possible de consommer ces spécialités dans certains restaurants coréens du Nord-Est de la Chine (Pékin, Shandong, Dongbei notamment), où vit la minorité coréenne chinoise (un des 56 groupes ethniques officiels) ou originaire de la péninsule coréenne.
Le Japon contemporain fait exception en Extrême-Orient pour la consommation de viande de chien. La consommation de viande canine ne fait pas partie de la culture localeet est considérée comme immorale,,.Bien que la très grande majorité des Japonais ne mangent pas de viande de chien, il a été rapporté que plus de cent points de vente dans le pays en ont vendu importée, principalement à des clients coréens Zainichi,, et à la clientèle asiatique immigrée. Les restaurants qui la servent sont étrangers : chinois, coréens ou d'autres pays asiatiques. Le Japon a importé 5 tonnes de viande de chien pour la restauration en 2008.

### Europe

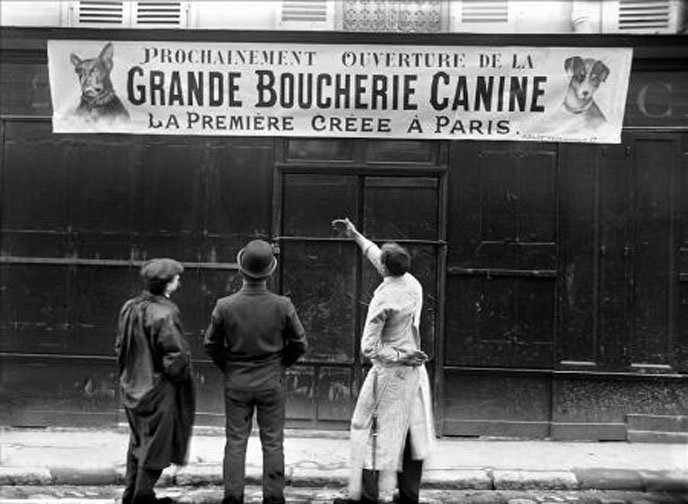
Panneau annonçant l'ouverture d'une boucherie canine à Paris (1910). Il s'agit en réalité d'un canular photographique datant de 1909, visant à profiter de l'interdit moral touchant à la consommation de viande canine en France pour vendre cette photographie à la presse.

Dans la plupart des pays européens, la consommation de viande de chien est taboue. Des exceptions se sont produites en période de pénurie, comme les sièges ou les famines.
Il semblerait que les Gaulois consommaient du chien[source insuffisante], mais de manière très anecdotique (1 % de leur alimentation), sans doute en période de disette.
Pendant la Guerre franco-allemande de 1870, on renverra au témoignage de Guillaume Apollinaire, dans La Maison des morts (dans Alcools) :

« Quelques-uns nous quittèrent
Devant une boucherie canine
Pour y acheter leur repas du soir »

En 1909, un projet de boucherie canine fut vivement critiqué par la Société protectrice des animaux. La cynophagie était alors considérée comme répugnante pour l'immense majorité des Français, et ce tout au long du XIXe siècle et du XXe siècle,,.
En Allemagne, la viande de chien fut consommée jusque pendant la Seconde Guerre mondiale, comme en témoigne l'établissement, par les autorités du Troisième Reich, d'un contrôle sanitaire sur cette marchandise en 1943[réf. nécessaire]. La dernière boucherie canine européenne, à Munich, a fermé peu après la fin de la guerre.
En France, il est interdit de commercialiser de la viande de chien ou de tuer des chiens pour sa consommation, étant donné que cela relève de la cruauté et de mauvais traitements envers les animaux domestiques, selon l'Article L214-3 du Code rural et l'Article 521-1 du Code pénal. Selon le Code pénal, de tels actes sont passibles de deux ans d'emprisonnement ainsi que 30 000 euros d'amende. Aucun texte n'interdit de façon spécifique la consommation du chien, cependant, il est explicitement interdit de les tuer ou de les commercialiser à cette fin.
En Suisse, il est interdit de commercialiser de la viande de chien, en revanche, aucune loi n'interdit la consommation de viande de chien (et de chat) à titre d'usage privé.
En Allemagne, la viande de chien a été consommée dans toutes les crises majeures depuis au moins l'époque de Frédéric le Grand et était communément appelée "blockade mutton".
Pendant le siège de Paris (1870-1871), les pénuries alimentaires causées par le blocus allemand de la ville ont poussé les citoyens de Paris à se tourner vers des sources alternatives de nourriture, y compris la viande de chien. La viande de chien a également été signalée comme étant vendue par certains bouchers à Paris en 1910. A Perpignan mais aussi au Havre la cynophagie était présente jusque dans les années 1960 car c'était une coutume culinaire.
En Angleterre, plus précisément dans la région de Burmingham la cynophagie a énormément été pratiquée du fait de la pauvreté.

### Océanie
On mange du chien jaune en Polynésie française. La loi française interdit l'abattage du chien et la vente de sa viande mais autorise le fait d'en manger. On en retrouve ainsi notamment lors des anniversaires ou lors de grandes occasions.

## Fraudes
Au XIXe siècle en France, le chien (alors souvent volé à son propriétaire) est parfois utilisé frauduleusement et vendu comme viande de mouton (des textes portent sur les moyens de différencier ces deux viandes) ou utilisé pour produire des farces ou du saucisson. Le journal L'Illustration du 10 septembre 1892 (no 2585 : 215) fait état de la prolifération d'abattoirs pour chien à Munich et il est consommé en Saxe (en 1921) ; une inspection sanitaire concerne la viande de chien dans le IIIe Reich à partir de 1943 (selon le vétérinaire Paul Charitat notamment).